# 陈达钲
陳達鉦（1944年—，人稱「六哥」），祖籍江西，香港民主派商人及社運人士，以推動支持自由民主的街頭運動多年及創辦反共雜誌《前哨雜誌》而聞名，現在為海外反共團體精神領袖之一。

## 黄雀行动
六四事件後由支聯會發起的拯救民運人士行動，一年後被公開命名為黃雀行動，以司徒華為首的數名主腦在1989年7月物色到第二個「蛇頭」（人口走私客）就是陳達鉦。整場行動於1989-1997八年間共救出800位民運人士，當中有400名由支聯會負責救出；其中133名由陳達鉦在1989-1990期間偷運渡港；當中包括李录、封从德、项小吉、王超华、张伦，工人领袖吕京花，还有赵紫阳智囊团成员陈一咨、电视片《河殇》主要作者苏小康、人民日报记者徐刚、文学评论家刘再复、教师吴仁华、作家孔捷生、远志明、老鬼、蔡崇国等。知情人士称黄雀行动救出这么多人，主要是有很多共产党内部人士帮忙，其中包括一些“太子党”。黃雀行動往後數年無間斷，直至1997年香港主權移交方告落幕。